# Rivière Koukdjuak
Pour les articles homonymes, voir Koukdjuak.
La Koukdjuak prend sa source dans le lac Nettilling et se déverse dans l'océan Arctique par le bassin de Foxe à l'ouest de l'île de Baffin. Elle partage son nom avec la Grande plaine de la Koukdjuak.
Le premier explorateur non inuit de la rivière est Dewey Soper, explorateur et ornithologue de l'Arctique. D'ailleurs, la frontière septentrionale du refuge d'oiseaux de Dewey Soper est situé à mi-parcours de la rivière Koukdjuak. La rivière est aussi reconnue comme étant un point de traverse lors de la migrations des caribous de la toundra et pour la pêche à l'omble chevalier.